# Goranski
El gorani o goranski, también našinski ("nuestra lengua"), es una variedad regiolectal del eslavo meridional hablado por el pueblo gorani en la zona fronteriza entre Kosovo, Macedonia del Norte y Albania. Pertenece al grupo dialectal torlakiano, de transición entre las lenguas eslavas meridionales orientales y occidentales.   

## Distribución
Se habla en la comarca de Gora: en 19 aldeas de Kosovo, 11 de Albania y 2 de Macedonia del Norte. En Kosovo y Macedonia del Norte, a veces se escribe con el alfabeto cirílico serbio o macedonio, mientras que en Albania se utiliza el alfabeto albanés latino. En el censo yugoslavo de 1991, el 54,8 % de los habitantes de la comarca de Gora declararon hablar el idioma gorani, una proporción similar a la de quienes se consideraban de etnia gorani. En el mismo censo, poco menos de la mitad de los habitantes de Gora consideraban serbio su idioma.

## Clasificación
Relacionado con las variedades dialectales torlakianas vecinas habladas en la zona de Prizren-Morava meridional, al noreste, también se habla en la mitad sur de Kosovo y en el sureste de Serbia, así como con los dialectos más septentrionales de Macedonia del Norte. En cuanto a la dialectología macedonia, se describe como particularmente vinculado al dialecto tetovo de las regiones de Polog y Tetovo, situadas justo enfrente de la zona de Gora, al otro lado de los montes Šar.
El gorani también ha sido clasificado como parte del área dialectal búlgara, tanto por antropólogos búlgaros como por algunos extranjeros. En 2007, la Academia de Ciencias Búlgara patrocinó e imprimió el primer diccionario gorani-albanés (con 43 000 palabras y frases) del investigador goraniano Nazif Dokle, quien considera la lengua un dialecto búlgaro.
Por otro lado, los lingüistas exyugoslavos Vidoeski, Brozović e Ivić identifican el dialecto eslavo de la región de Gora como macedonio. Según algunas fuentes, en 2003, el gobierno de Kosovo adquirió libros de lengua y gramática macedonia para su enseñanza en las escuelas goraníes. 

## Características fonológicas
El goraní comparte con el serbio estándar, con los dialectos más septentrionales del macedonio y con los dialectos occidentales del búlgaro la vocalización de la antigua /l/ silábica en palabras como vuk ('lobo') (cf. volk en macedonio, vǎlk en búlgaro estándar).
Con el serbio también comparte el reflejo de */tj, dj/ como /tɕ, dʑ/, a diferencia de la /c, ɟ/ macedonia estándar (⟨ќ⟩, ⟨ѓ⟩).
Con las variedades macedonias más occidentales, así como con la mayoría de las variedades búlgaras, comparte el reflejo de "gran Yus" (*/ɔ̃/) como /ə/ (ǎ) en palabras como pǎt ('camino') (cf. el macedonio pat, el serbio put).
Con el macedonio estándar y algunos dialectos búlgaros, comparte los reflejos de */ĭ, ŭ/ como /e, o/ en palabras como den ('día') y son ('sueño'). Con el macedonio estándar, con el serbio estándar y con algunos dialectos búlgaros, comparte la conservación de la /r/ silábica en palabras como krv ('sangre').

## Características morfológicas
El dialecto distingue tres géneros (masculino, femenino y neutro), siete casos (nominativo, vocativo, acusativo, genitivo, dativo, locativo e instrumental) y dos números (singular y plural).
Los sustantivos tienen tres géneros gramaticales (masculino, femenino y neutro) que se corresponden, en cierta medida, con la terminación de la palabra. Por ejemplo, la mayoría de los sustantivos acabados en -a son femeninos, si terminan en -o o en -e son neutros, y el resto mayoritariamente son masculinos, aunque algunos pueden ser femeninos. El género gramatical de un sustantivo afecta a la morfología de las demás categorías gramaticales (adjetivos, pronombres y verbos) que se le atribuyen.
A continuación, se muestra la declinación de tres sustantivos: uno, masculino; otro, neutro; y un tercero, femenino.
|              | Singular           | Singular              | Singular            | Plural | Plural  | Plural |
| Nominativo   | dōmà, masc. (casa) | sēlò, neutr. (pueblo) | rānā, fem. (herida) | dōmē   | sēlá    | rāně   |
| Vocativo     | dómā               | sělō, sélōū           | ránō, ráná          | dómēvē | sélātá  | rāné   |
| Acusativo    | dōmā               | sēló                  | rǎnā                | dōmēvé | sělā    | rāném  |
| Genitivo     | dǒmà               | sélō                  | ránā                | dōmě   | sélā    | ránē   |
| Dativo       | dǒmī               | sēlū                  | rānī                | dōmévé | sélātàm | rānǐj  |
| Locativo     | dōmá               | sēlò                  | rānà                | dǒmēvē | sēlā    | rāně   |
| Instrumental | dǒmā               | sēlǒ                  | rǎnǎ                | dōmēvē | sēlà    | rǎnē   |